# Фахда ибн Фалах ел Хитлајн
Фахда ибн Фалах ел Хитлајн (арап. فهدة بنت فلاح ال حفسلين) је трећа жена краља Салмана. Припадала је племену Аџман. Њена мајка је Мунира ибн Абдулах, а њени преци укључују вође племена Ракан ибн Хитхлајн и Дајдан ибн Хитхлајн, који је још увек познат у арапским племенским предањима.

## Биографија
Фахда има шесторо деце са краљем Салманом: принца Мухамеда, принца Халида, принца Туркија, принца Најефа, принца Бандара и принца Ракана. Као и код већине блискоисточних краљевских породица, биографија њених личних података није доступна. Неколико америчких медија, укључујући NBC News, објавило је 2018. године да Фахдин најстарији син, престолонаследник Мухамед, није дозволио његовој мајци да види краља Салмана. Није учествовала ни у једном јавном догађају између 2015. и 2020. године, али се поново појављивала на таквим догађајима од марта 2020. Ове оптужбе никада нису утврђене и доказане. 

## Напомена
Већина њених личних података није доступна.